# Mazus radicans
Mazus radicans är en tvåhjärtbladig växtart som först beskrevs av Joseph Dalton Hooker och som fick sitt nu gällande namn av Thomas Frederic Cheeseman.
Mazus radicans ingår i släktet Mazus och familjen Mazaceae. Inga underarter finns listade i Catalogue of Life.